# 穀物法
谷物法（英語：Corn Laws）是一个古老的法律，中世纪就已存在，但1815年以后成为重大政治问题。谷物法於1815年至1846年強制實施的進口關稅，藉以“保護”英國農夫及地主免受來自從生產成本較低廉的外國所進口的穀物的競爭。要注意的是，在英式英语裡，“corn”這個詞語泛指所有穀物，與美式英语專指玉米的意思有所不同。谷物法管辖范围保护任何需要磨製的穀物，特别是小麦。 谷物法直接影响着英国人的主食价格，工人需要花多大比例的薪水用于吃饭。因此谷物法长期是工业企业家集团激烈对抗的焦点。
根據David Cody教授的说法：

“穀物法是用來保護英國地主之利益；其手段為，當穀物價格下降到一定程度時，即鼓勵出口並限制進口。穀物法最終在「反穀物法聯盟」的軍事動亂中被廢除了；此聯盟在一八三八年時於曼徹斯特成立，宣稱穀物法增加了工業生產成本。經過一連串的競爭之後，反穀物法者終於在一八四六年得以遂其心願，這也象徵了英國中產階級在政治權力中一項重要的勝利。”

（中譯本） 谷物法使穀米的價格跌至低於某一固定水平之時，透過鼓勵出口及限制進口，從而保護英國的地主的利益。
1813年英国下议院一个委员会建议当英国谷物低于80先令/夸特（约相当于2015年的240英镑/13kg）时，停止进口谷物。1815年立法后，受印尼坦博拉火山喷发導致無夏之年影响，全世界陷入了持续数年的饥馑，直至1820年英国国内才开始有反《谷物法》的声音。
1845年爱尔兰马铃薯灾荒，几百万爱尔兰人饿死，更多的人流落他乡。解救灾荒让外国粮食自由进入英国成为势在必行。第二年谷物法废除。

## 参見
- 馬爾薩斯
- 李嘉圖
- 地租
- 彼得盧屠殺